# Ammoconia medioitalica
Ammoconia medioitalica là một loài bướm đêm trong họ Noctuidae.